# Novirhabdovirus
Novirhabdovirus es un género de virus de la familia Rhabdoviridae. Junto con Vesiculovirus son conocidos por infectar a organismos acuáticos.
La infección por estos virus puede transmitirse entre peces o a través de huevos contaminados. La replicación y la inactivación se producen por lo general a temperaturas más bajas que en otros géneros de rhabdovirus, debido a que sus hospedadores son de sangre fría. Entre sus hospedadores se cuentan un importante número depeces marinos y de agua dulce.
Una característica de los novirhabdovirus es el gen NV, una cadena de aproximadamente 500 nucleótidos situado entre los genes de la glicoproteína (G) y polimerasa (L). La proteína codificada por el gen NV no se encuentra en los viriones, por lo que fueron llamados proteínas "nonvirion" (NV). Este es el origen del nombre del género Novirhabdovirus.